# 1-propanol
Propanolul, sistematic denumit 1-propanol, este un alcool primar cu formula structurală CH3-CH2-CH2-OH. Este un lichid incolor. Mai există și alte denumiri, printre care: 1-propil alcool, n-propil alcool și n-propanol. Este izomer cu izopropanolul (2-propanolul). Se formează natural în mici cantități în timpul unor procese de fermentație și este utilizat ca solvent în industria farmaceutică. 